# Dietrich Thurau
Dietrich "Didi" Thurau (Frankfurt, 9 november 1954) is een voormalig Duits wielrenner. Na een succesvol begin van zijn carrière, waarin hij zich vooral als ronderenner en tijdrijder profileerde ging deze vanaf 1980 snel bergafwaarts.
In 1980 werd hij drie keer betrapt op doping, waarop hij werd uitgesloten in de Ronde van Frankrijk van dat jaar. Ook in 1985 en 1987 werd Thurau uit de Ronde van Frankrijk gezet. In 1985 omdat hij een wedstrijdcommissaris geslagen had en in 1987 opnieuw wegens dopinggebruik. Zijn zoon Björn is ook beroepsrenner geweest.

## Belangrijkste overwinningen
1971
- Duits kampioen achtervolging (baan), Junioren

1972
- Duits kampioen op de weg, junioren

1973
- Duits kampioen Americain (baan), amateurs (met Springer)

1974
- Wereldkampioen ploegenachtervolging (baan), amateurs (met Schumacher, Vonhof en Lutz)
- Duits kampioen achtervolging (baan), amateurs
- Duits kampioen Americain (baan), amateurs (met Vonhof)
- Rund um Köln

1975
- Duits kampioen op de weg, profs
- Duits kampioen achtervolging (baan), profs
- 1e etappe Ronde van de Oise
- Eindklassement Ronde van de Oise
- GP Fourmies

1976
- Duits kampioen op de weg, profs
- Duits kampioen achtervolging (baan), profs
- Proloog Ronde van Spanje
- 9e etappe Ronde van Spanje
- 16e etappe Ronde van Spanje
- 18e etappe Ronde van Spanje
- 19e etappe deel B Ronde van Spanje
- Puntenklassement Ronde van Spanje
- 5e etappe Ronde van Zwitserland

1977
- 1e etappe deel A Ruta del Sol
- 2e etappe deel A Ruta del Sol
- 2e etappe deel B Ruta del Sol
- 3e etappe Ruta del Sol
- 4e etappe Ruta del Sol
- 5e etappe Ruta del Sol
- 6e etappe Ruta del Sol
- 7e etappe Ruta del Sol
- Eindklassement Ruta del Sol
- Puntenklassement Ruta del Sol
- Proloog Ronde van Frankrijk
- 2e etappe Ronde van Frankrijk
- 5e etappe deel B Ronde van Frankrijk
- 16e etappe Ronde van Frankrijk
- 22e etappe deel A Ronde van Frankrijk
- GP Kanton Aargau
- E3 Prijs Vlaanderen

1978
- Kampioenschap van Zürich
- 2e etappe Ster van Bessèges
- 3e etappe Ster van Bessèges
- 4e etappe Ster van Bessèges
- 5e etappe Ster van Bessèges
- Eindklassement Ster van Bessèges
- 2e etappe Ronde van Zwitserland
- Combinatieklassement Ronde van Zwitserland
- Proloog Ronde van Italië
- 2e etappe Ronde van Italië
- Scheldeprijs

1979
- Luik-Bastenaken-Luik
- Proloog Ronde van Duitsland
- Eindklassement Ronde van Duitsland
- 1e etappe Ruta del Sol
- 2e etappe Ruta del Sol
- Eindklassement Ruta del Sol
- 19e etappe Ronde van Frankrijk
- 5e etappe Parijs-Nice

1980
- Duits kampioen Derny-race

1981
- Sindelfngen-Schleife
- Proloog Ronde van Duitsland
- 4e etappe Ronde van Duitsland

1982
- Duits kampioen Americain (baan), amateurs (met Albert Fritz)

1983
- 2e etappe Ronde van Denemarken

1987
- 4e etappe Ronde van Zwitserland

## Resultaten in voornaamste wedstrijden
| Jaar | Ronde van Italië | Ronde van Frankrijk | Ronde van Spanje |
| ---- | ---------------- | ------------------- | ---------------- |
| 1975 |                  |                     |                  |
| 1976 |                  |                     | 4e (5)           |
| 1977 |                  | 5e (5)              |                  |
| 1978 | opgave (2)       |                     |                  |
| 1979 |                  | 10e (1)             |                  |
| 1980 |                  | opgave              |                  |
| 1981 | 14e              |                     |                  |
| 1982 | opgave           | opgave              |                  |
| 1983 | 5e               |                     | 36e              |
| 1985 |                  | uitgesloten         |                  |
| 1986 | 18e              |                     |                  |
| 1987 | 52e              | opgave              |                  |

| Jaar | Milaan-San Remo | Gent-Wevelgem | Ronde van Vlaanderen | Parijs-Roubaix | Amstel Gold Race | Luik-Bast.‑Luik | Waalse Pijl | Rund um den Henninger-Turm | Omloop Het Volk |  | WK op de weg |  | Wereldranglijsten |
| ---- | --------------- | ------------- | -------------------- | -------------- | ---------------- | --------------- | ----------- | -------------------------- | --------------- |  | ------------ |  | ----------------- |
| 1975 |                 |               |                      |                | 8e               |                 |             | 11e                        |                 |  |              |  |                   |
| 1976 |                 | 8e            | 20e                  | 23e            |                  | 14e             | 7e          |                            | 21e             |  | 49e          |  |                   |
| 1977 | 22e             | 13e           | 11e                  | 8e             | 13e              | ↑               | 17e         | Zilver                     | 23e             |  | ↑            |  | 9e (SPP)          |
| 1978 | 26e             |               | 28e                  | 12e            | 9e               | ↑               | ↑           |                            | 5e              |  | 14e          |  | 27e (SPP)         |
| 1979 | 22e             |               |                      | 14e            |                  | ↑               | 18e         |                            | 6e              |  | ↑            |  | 9e (SPP)          |
| 1980 | 14e             | 43e           |                      | ↑              |                  |                 |             | 7e                         |                 |  |              |  |                   |
| 1981 | 54e             | 14e           |                      | 31e            |                  |                 |             | Zilver                     |                 |  | 62e          |  |                   |
| 1982 |                 |               |                      |                |                  |                 |             |                            |                 |  | 34e          |  |                   |
| 1983 |                 |               |                      |                |                  |                 |             |                            |                 |  |              |  |                   |
| 1985 |                 |               |                      |                |                  |                 |             |                            |                 |  |              |  |                   |
| 1986 |                 | 53e           |                      |                |                  |                 |             | 47e                        |                 |  |              |  |                   |
| 1987 |                 | 97e           |                      |                |                  | 71e             |             | 43e                        |                 |  |              |  |                   |